# Giulio Rosati
Giulio Rosati (nasceu em Roma em 1858 - morreu em Roma em 1917), foi um pintor orientalista da Itália do final do século XIX e início do século XX, representante do estilo acadêmico.

## Biografia
Giulio Rosati estudou pintura na Academia de São Lucas em 1875 e foi professor dos pintores acadêmicos Dario Querci, Francesco Podesti e o pintor espanhol Luis Alvarez Catala.
O orientalismo se tornou seu tema favorito especialmente no Magrebe, onde ele pintou personagens muito coloridos que você acha nas histórias de aventura. Também não é certo que ele viajou para a África do Norte, na sua documentação provém principalmente fotografias e objetos que foram encontrados em Roma onde ele estava instalado.  Ele usava tinta a óleo, mas dominava muito bem a técnica da aquarela. Foi um dos pintores orientalistas mais prolíficos do século XIX e início do século XX.
Seu filho, Alberto Rosati (1893-1971) foi um renomado pintor de paisagens.

## Obras
Temas orientais
- Preparação de um ataque beduíno
- A revisão da espada
- Escolha de favoritos
- A Chegada Nova
- Seleção dos favoritos
- Um acampamento no deserto
- Uma Parada no deserto
- Um mercado árabe
- Um comerciante de tapetes
- Entrega de um bem-sucedido
- Os vendedores de tapetes
- Uma Parte de moultezim
- Uma parada de Cavaleiro em um acampamento beduíno
- A Discussão

Temas europeus
- Os jogadores de xadrez
- Casamento no século XVIII